# Рязанцы (Могилёвская область)
Рязанцы (бел. Разанцы) — агрогородок в Мстиславском районе Могилёвской области Белоруссии. Входит в состав Сапрыновичского сельсовета.

## География
Агрогородок находится в северо-восточной части Могилёвской области, в пределах Оршанско-Могилёвской равнины, вблизи государственной границы с Российской Федерацией, на расстоянии примерно 4 километров (по прямой) к востоку-северо-востоку (ENE) от Мстиславля, административного центра района. Абсолютная высота — 183 метра над уровнем моря. К северу от Рязанцев проходит республиканская автодорога Р73.

## История
В конце XVIII века село входило в состав Мстиславского воеводства Великого княжества Литовского. Действовала православная церковь.
Согласно «Списку населенных мест Могилёвской губернии» 1910 года издания населённый пункт входил в состав Ослянской волости Мстиславского уезда Могилёвской губернии. В Рязанцах имелось 9 дворов и проживало 60 человек (31 мужчина и 29 женщин).

## Население
По данным переписи 2009 года, в агрогородке проживало 682 человека.